# Hanna Wolff (Schriftstellerin)
Hanna Wolff (* 19. Februar 1923 in Bremerhaven; † 31. Dezember 2010 in Bremerhaven) war eine deutsche Schriftstellerin.

## Biografie
Wolff war die Tochter des Friedhofgärtners Georg Hüner und Marie Louise Dorothee Tegeder. Sie begann mit 15 Jahren 1938 eine Buchhandelslehre in der Buchhandlung von Karl Memminger in der Georgstraße. Bis nach Ringstedt fuhr sie als Lehrling mit dem Fahrrad die Bücher zu den latinschen Buern aus. Während des Krieges war sie Schaffnerin bei der Bremer Straßenbahn. Weihnachten 1945 heiratete sie Willy Wolff.
Mit vier Kindern war sie neben ihrem Beruf freischaffende Mutter ‑ wie sie sich selbst nannte.
Die Autorin Hanna Wolff war schon als Kind von der Auswanderergeschichte ihrer Schwester Martha fasziniert. Gespannt lauschte sie den Geschichten der Mutter und meldete sich 2004 auf einen Aufruf des Auswandererhauses mit der Geschichte ihrer Schwester, an der sie bereits in Buchform arbeitete.
In dem kleinen Haus im Eckernfeld blieb sie bis zu ihrem Tod in der Obhut ihrer Töchter und ihres Sohnes, über dessen künstlerische Karriere sie mit Liebe und Engagement wachte. In einem ihrer letzten Briefe schrieb sie: „Ansonsten bin ich ein zufriedener Mensch im Bett am Fenster zum Garten. Wenn mein Lebenskreis sich schmerzlos und langsam zu schließen beginnt, darf ich für mein reiches Leben nur dankbar sein.“
2016 wurde sie Namensgeberin der Fußgänger- und Radfahrerbrücke über der Cherbourger Straße, welche von den vier Kindern, Marthi, Michael, Franziska und Christine eingeweiht wurde.

## Werke
- Frische Milch aus Geestemünde. NW, Bremerhaven 2001, ISBN 3-89701-672-9.
- Mudder, Mudder, de Melk kokt över! NW, Bremerhaven 2002, ISBN 3-89701-818-7.
- Martha: Geschichte einer Auswanderung. NW, Bremerhaven 2005, ISBN 3-86509-335-3.
- Martha: Geschichte einer Auswanderung (Taschenbuch) NW, Bremerhaven 2012, ISBN 978-3-86918-202-5.